# هجوم كيميائي على كتيبة بهبهان
شهد التاسع من يناير عام 1986 تعرض كتيبة بهبهان الإيرانية لهجوم جوي مكثف بالقنابل الكيميائية من قبل القوات العراقية، في بداية معركة الشلامجة، وفي خضم حرب الخليج الأولى (الحرب العراقية الإيرانية). وكانت كتيبة بهبان تتمركز بالقرب من شلامجة، جنوب إيران، على بعد 10 كم من ميناء المحمرة (خرمشهر).
حيث كانوا بانتظار الأمر للانتشار على الخطوط الأمامية في ذلك اليوم عندما تعرضوا فجأة لهجوم بالغاز.
ولجأ جنود كتيبة فجر، وكان عددهم حوالي 300 جندي، إلى ملجأ في الهواء الطلق على جانب الطريق. وسقطت قنابل غاز الخردل على الطريق وعلى جانبيه بالقرب من الملجأ الذي آوى إليه الجنود، حيث أصابهم الحطام الناتج بإصابات بالغة.
وعلى الفور، غطت طبقة كثيفة من الدخان السام المنطقة كلها.
ونظرًا لارتفاع حجم غاز الخردل في القنابل، وتسمم العديد من الجنود في الموقع، فقد بعض منهم حياته في ساعات قليلة بعد وقوع الهجوم.
ونقل الجنود الآخرون إلى المستشفيات الميدانية في الأحواز وحتى إلى المراكز الطبية في طهران.
وقد تخلف بعض من هؤلاء الذين لم يصابوا في البداية وظلوا في المنطقة الملوثة في ساحة المعركة لمساعدة المصابين على الخروج.
ومن بين أكثر من 300 جندي كان حاضرًا أثناء الهجوم، لقي 90 جنديًا حتفهم نتيجة للقنابل الكيمائية في غضون بضعة أيام. وهو واحد من أعلى مستويات الوفيات المتأثرة بقنابل غاز الخردل المعروفة حتى الآن.
أما الجنود الناجون من المعركة، فقد عانوا من مجموعة متنوعة من الأمراض بسبب تعرضهم لغاز الخردل، كما فقد بعض منهم حياته في السنوات الأخيرة بسبب المضاعفات. وكان آخر من لقي حتفه نتيجة للتعرض لغاز الخردل في بهبهان عنايت الله ناصري، الذي توفي في أواخر عام 2009 في مستشفى طهران حيث كان يعاني من انهيار الرئة. بالإضافة إلى جنود كتيبة فجر، أصيب أيضًا جنود من الكتائب القريبة كفصيلة فتح، جراء استخدام القنابل الكيمائية.
وفي الذكرى السنوية لهذا الهجوم، انضم قدامى المحاربين الناجين وأسر الجنود القتلى وغيرهم من قدامى المحاربين في الحرب بين إيران والعراق إلى شعب بهبهان لإحياء ذكرى الضحايا وتكريمهم.
حيث يقام الحفل السنوي كل يناير في نفس المكان الذي وقع فيه الهجوم بالغاز ويحضره الآلاف من الناس كل عام.
وفي عام 2009، حضر الحفل وفد من هيروشيما وقدموا تكريمًا لضحايا الهجوم.
وفي يناير 2012، حضر أكثر من 4000 شخص بينهم قدامى المحاربين وأسرهم حفل التأبين.